# Kortikotropin-oslobađajući hormonski receptor
Kortikotropin-oslobađajući hormonski receptori (CRHR, receptori kortikotropin-oslobađajućeg faktora, CRFR) su familija G protein-spregnutih receptora koja vezuje kortikotropin-oslobađajući hormon (CRH). Postoje dva receptora u ovoj grupi. Oni se obeležavaju kao tip 1 i 2, i kodirani su zasebnim genima ( i  respektivno).

## Funkcija
proteini su posrednici responsa na stres. Ćelije prednjeg režnja hipofize poznate kao kortikotropi izražavaju receptore i izlučuju adrenokortikotropni hormon (ACTH) nakon stimulacije.

## Literatura
1. ↑  Hauger RL, Grigoriadis DE, Dallman MF, Plotsky PM, Vale WW, Dautzenberg FM (2003). „International Union of Pharmacology. XXXVI. Current status of the nomenclature for receptors for corticotropin-releasing factor and their ligands”. Pharmacol. Rev. 55 (1): 21—6. PMID 12615952. doi:10.1124/pr.55.1.3.
2. ↑  Grammatopoulos DK, Chrousos GP (2002). „Functional characteristics of CRH receptors and potential clinical applications of CRH-receptor antagonists”. Trends Endocrinol. Metab. 13 (10): 436—44. PMID 12431840. doi:10.1016/S1043-2760(02)00670-7.
3. ↑  Aguilera G, Wynn PC, Harwood JP, Hauger RL, Millan MA, Grewe C, Catt KJ (1986). „Receptor-mediated actions of corticotropin-releasing factor in pituitary gland and nervous system”. Neuroendocrinology. 43 (1): 79—88. PMID 3012395. doi:10.1159/000124513.

## Spoljašnje veze
- „Corticotropin-Releasing Factor Receptors”. IUPHAR Database of Receptors and Ion Channels. International Union of Basic and Clinical Pharmacology. Архивирано из оригинала 03. 03. 2016. г.
- Corticotropin-releasing+hormone+receptors на 